# Részeg vagyok, rózsám, mint a csap
A Részeg vagyok, rózsám, mint a csap kezdetű csárdás J. Apáthy Gyula szerzeménye.
Feldolgozás:
| Szerző        | Mire          | Mű                    |
| ------------- | ------------- | --------------------- |
| Farkas Ferenc | ének, zongora | 50 csárdás, 42. kotta |

## Kotta és dallam
Részeg vagyok, rózsám, mint a csap,

nem aludtam három éjjel s három nap.

Hazamennék, hej, de nem tudok.

Hajnalig, rózsám, nálad maradok.

## Felvételek
- Részeg vagyok, rózsám. Magyarnóta (Hozzáférés: 2016. április 22.) (szöveg, audió)
- Moholi lakodalom. YouTube (2013. szeptember 29.)  (Hozzáférés: 2016. április 22.) (audió) 4:49–5:39.
- Részeg vagyok, rózsám, mint a csap. Gémes trió  YouTube (1987. június 16.)  (Hozzáférés: 2016. április 22.) (audió)
- Haragszik A Pusztabíró Sárga A Csikóm Részeg Vagyok Rózsám, Mint A Csap. L'amour  YouTube (2013. október 27.)  (Hozzáférés: 2016. április 22.) (audió) 4:32-től.
- Részeg vagyok rózsám, mint a csap. YouTube (2005. június 1.)  (Hozzáférés: 2016. április 22.) (audió)
- Részeg vagyok rózsám... YouTube (2014. november 2.)  (Hozzáférés: 2016. április 22.) (audió)